# 瀬戸文美
瀬戸 文美（せと ふみ、1980年〈昭和55年〉9月12日 - ）は、日本のロボット研究者、サイエンスライター。学位は、博士（工学）（東北大学）。「物書きエンジニア」として著述業と研究に従事。大学院時代からロボコンマガジンやRobot Watchで取材、執筆活動を行い（筆名は「baby touch」、「せとふみ」）、東北大学のサイエンスエンジェルでも活動した。東北大学で学位取得後は、千葉工業大学未来ロボット技術研究センター主任研究員、東北大学工学系女性研究者育成支援室、同大学男女共同参画推進センターの助手、特任助教、同大学学術研究員、日本ロボット学会理事を歴任。

## 来歴・人物
北海道函館市生まれ。子供の頃はものづくりとともに読書好きで、現代国語が得意であったという。火の鳥のロビタに影響を受けて工学系に興味を持ち、理工系に進んでも物書きにはなれるが文系から技術者は難しいという母親の助言から、函館白百合学園高等学校卒業後は東北大学機械系へ進学。学部4年から大学院博士課程まで、小菅・平田研究室でロボット研究に取り組む。
この間、東北大学では女性研究者振興を目的とするサイエンスエンジェルで活動し、大武美保子が主導したロボット系研究者の国際活動「Women in Robotics」にも参加。加えて学会（学術講演会）を活用した若手研究者によるアウトリーチ活動にも取り組み、ロボコンマガジンやRobot Watchなどでレポート記事を執筆した（#レポート記事も参照）。
東北大学での研究は双腕で全方向移動が可能な「MR-Helper（ミスターヘルパー）」を用い、2006-2007年度にかけて日本学術振興会特別研究員に採択。2008年に博士（工学）の学位を取得。同年、千葉工業大学の未来ロボット技術研究センターで研究員に就任する。2009年9月に結婚。研究を進めつつ取材活動も継続し、中高生向けの活動もこなしていく。2012年には若手ロボット研究者へのインタビューを書籍化した。
2013年頃より東北大学に籍を移し、東北大学工学系女性研究者育成支援室（ALicE、Association of Leading Women Researcher in Engineering）に所属。著述業をしつつ研究活動も実施した。2014年には夫の平田監修のもと、イラスト付きで分かりやすくロボット工学を伝える著書を執筆。一般向けのガイドのようなものと教科書の間を意図した構成が特徴とされる。
2017年度から2019年度まで、東北大学男女共同参画推進センターで助手や特任助教を務める。2017年開催のWomen in Engineering in TOHOKUのパネルディスカッションでパネリストを務め、その後も学内の男女参画セミナーでモデレータなどを務めた。学外では2018年にサイエンスカフェにおけるファシリテーターを担当し、2019年には東北放送のラジオに出演し、ロボット技術の最新動向を紹介した。
2020年3月31日でセンターを離任。東北エネルギー懇談会のエネルギー情報誌『ひろば』では、2021年11月から「せとふみのeレポート」の連載を開始。2022年1月より東北大学工学研究科学術研究員。2023年9月に仙台国際センターで開催された第41回日本ロボット学会学術講演会では同学会で初めて学会一時託児を導入している。2024年5月現在、東北大学平田・翁・サラザル研究室/田村研究室の学術研究員で、日本ロボット学会ではダイバーシティ担当の事業担当理事を務める。

## 主な著作

### 著書
- 『私のとなりのロボットなヒト ―理系女子がロボット系男子に聞く―』近代科学社、2012年5月、ISBN 9784764950191[32]。
- 『絵でわかるロボットのしくみ』平田泰久監修、講談社〈KS絵でわかるシリーズ〉、2014年1月30日、ISBN 9784061547674[47][注 3]。

### 学会誌記事
- 「研究者が「ロボット」を伝えるために?」『日本ロボット学会誌』第29巻第2号、2011年、 158-159頁。
- 「東北大学サイエンス・エンジェル活動とエンジェルOGのはばたき」『工学教育』第59巻第3号、2011年5月、 93-97頁。- 橋爪圭との共著
- Naomi Miyake, Fumi Seto, Makoto Mizukawa, Shinya Kotosaka, Tomomasa Sato (2011-10). “Editorial: Special Issue on Education of Robotics & Mechatronics “Focusing on the Learning Process and Producing an Education Literature””. Journal of Robotics and Mechatronics 23 (5):  607-610.
- 「座談会 研究者の妊娠・出産・育児とキャリアについて語り合おう」『日本ロボット学会誌』第42巻第4号、2024年、303-311頁[注 4]。
- 「なぜ学会一時託児の実施が重要で，学会としてやるべきなのか？」『日本ロボット学会誌』第42巻第4号、2024年、363-366頁。

### 連載記事
- baby touch「父と娘の日常会話」『ロボコンマガジン』オーム社
「父と娘の日常会話～ロボットが、見たり聞いたり触ったり編～」第46号、2006年6月、122頁。など
- 瀬戸文美「あのロボットを作った人に会いたい!」『ロボコンマガジン』オーム社
「あのロボットを作った人に会いたい! 第3回 ユーザーの声に耳を傾け続けた『イカロボ』の25年」第60号。など
- 瀬戸文美「せとふみのeレポート」『ひろば』東北エネルギー懇談会[42]
  - 「「注目の再エネ」地熱発電 〜松川地熱発電所〜」第510号、2022年1月、24-31頁。など

### レポート記事
- せとふみ (2008年6月23日). “『バイオメカニクス整体技研』体験レポート～機械工学と整体のコラボレーション”. Robot Watch 2020年9月19日閲覧。

など

## 研究業績

### 学位論文
- Fumi Seto (2008). Motion control for robots cooperating with a human based on body models. 東北大学博士論文（甲第12313号） - 日本語タイトル「ボディモデルに基づく人間協調型ロボットの運動制御」

### 知的財産
- 特許5361039号「モータ装置」（特許権者：千葉工業大学、2008年7月31日出願、2013年9月13日登録）
- 特許5250858号「複数ロボットの衝突検知方法及びロボット装置」（特許権者：IHI、東北大学、2007年5月8日出願、2013年4月26日登録）
- 特許5553373号「ロボット装置の制御方法及びロボット装置」（特許権者：IHI、東北大学、2008年3月25日出願、2014年6月6日登録）

### 競争的資金
- 2006-2007年度 - 日本学術振興会特別研究員「構造・運動モデルに基づいた人間とロボットとの協調システムの構築」[29]
- 2008年度 - 立石科学技術振興財団 研究助成「人間と共存・協調するロボットアームの動作生成手法の開発」 - 杉原知道との共同研究[49]。
- 2011年度（中途終了） - 科学研究費補助金 若手研究B「人間機械共存・協調系の運動制御のための非線形な人工ポテンシャル場の動的設計論」[50]

### 受賞
- 2006年度 - 計測自動制御学会 学術奨励賞・研究奨励賞[1][11][注 5]
- 2010年度 - 日本工学教育協会 平成22年度工学・工業教育研究講演会発表賞[12]